# Cheniella
Cheniella ist eine Pflanzengattung innerhalb der Familie der Hülsenfrüchtler (Fabaceae). Die etwa zehn Arten sind vom südlichen China über Indochina bis Malesien verbreitet.

## Beschreibung

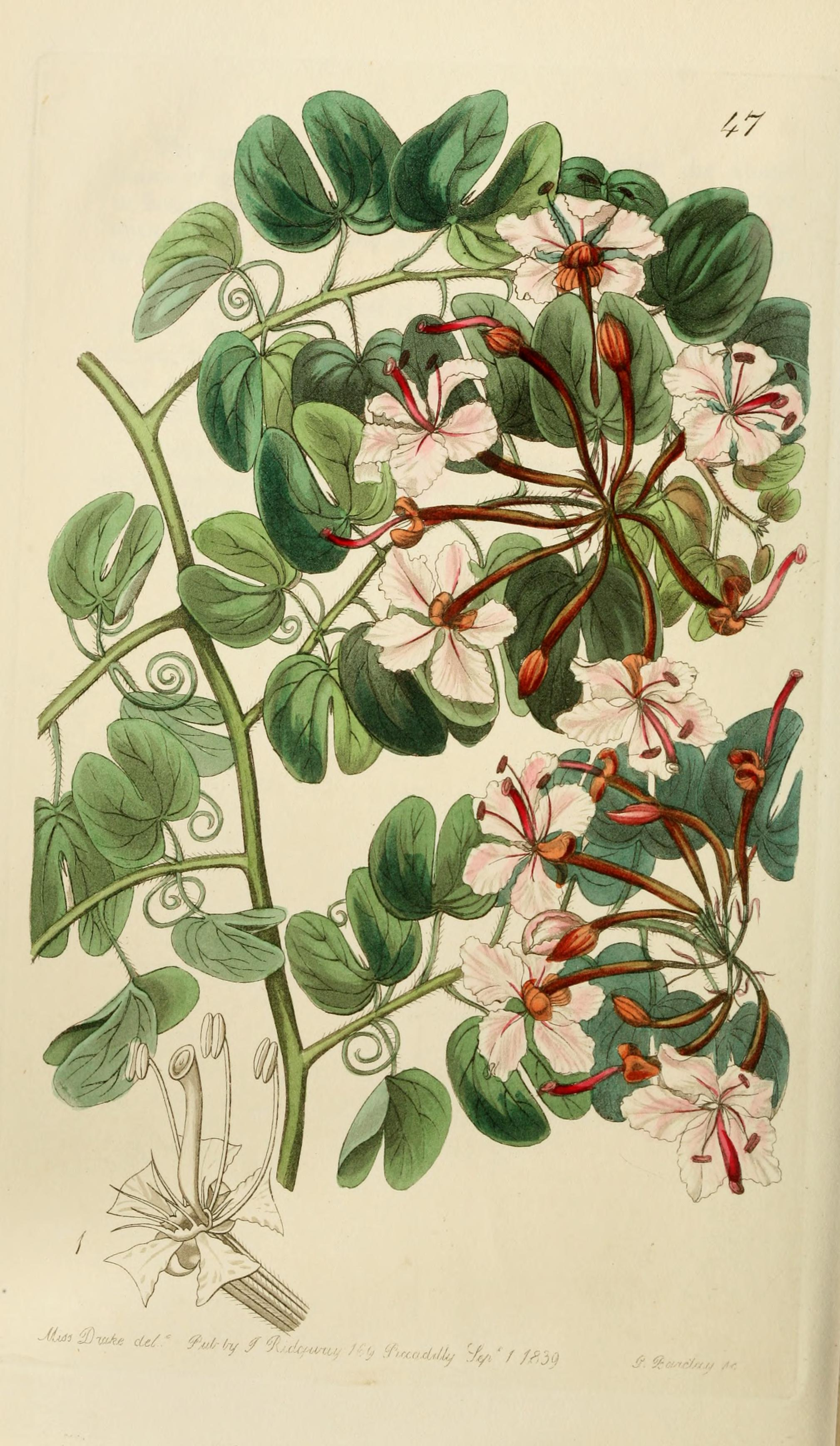
Illustration aus Edwards' botanical register, or, Ornamental flower-garden and shrubbery ... von Cheniella corymbosa

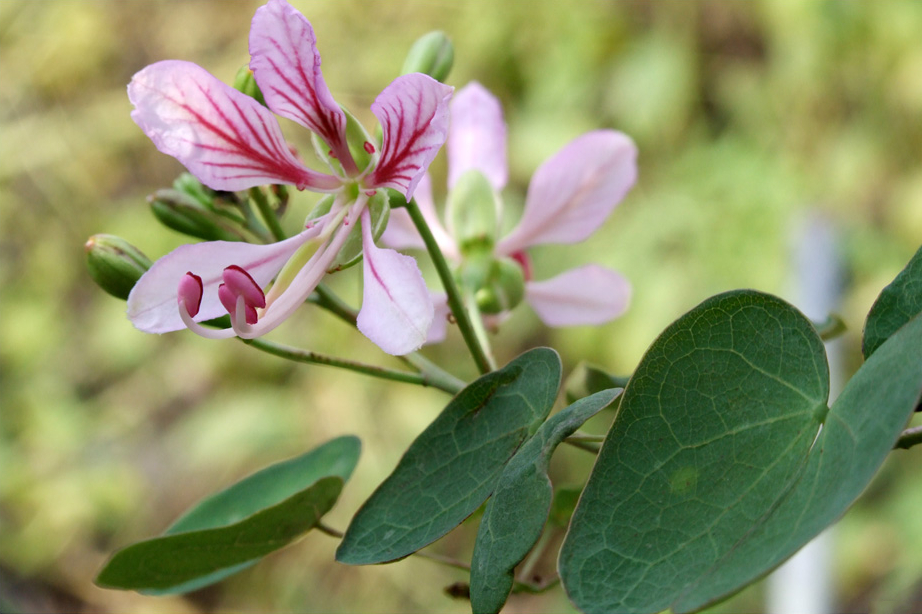
Blüte von Cheniella corymbosa, gut zu erkennen sind die nur drei fertilen Staubblätter

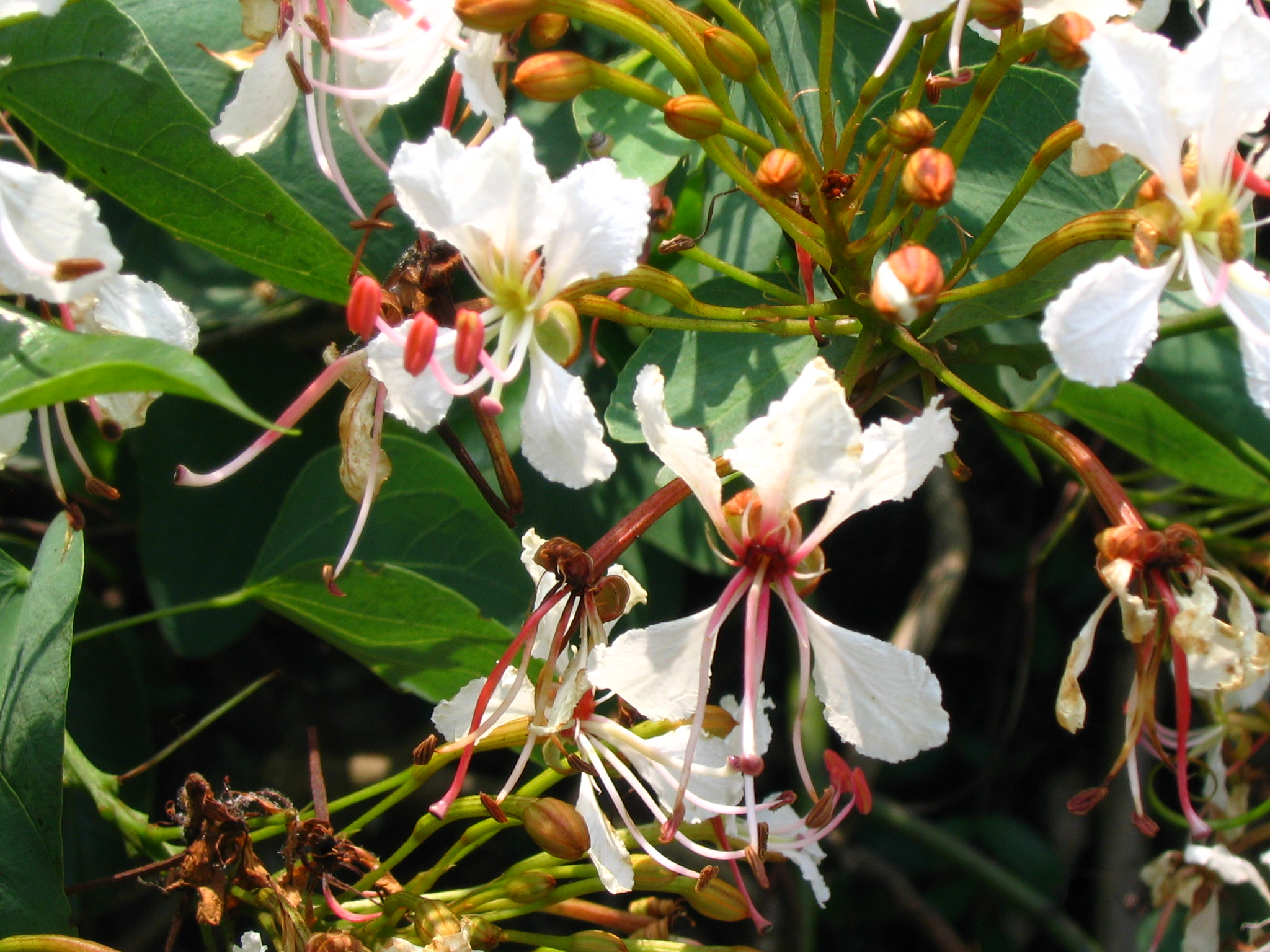
Blüten von Cheniella glauca

### Vegetative Merkmale
Cheniella-Arten sind verholzende Pflanzen, die als kletternde Sträucher oder Lianen wachsen. Alle Arten besitzen Ranken.
Die wechselständig angeordneten Laubblätter sind in Blattstiel und Blattspreite gegliedert. Die einfachen Blattspreiten sind zweilappig oder ausgerandet, aber nie zweiteilig. Der Hauptnerv endet in einem freien, kleinen Punkt und es sind vier bis zehn Seitennerven 1. Ordnung vorhanden; bei den Seitennerven 2. Ordnung liegt deutlich Netznervatur vor. Der Blattrand ist glatt.

### Generative Merkmale
Die Blüten stehen zu vielen in einfachen, traubigen oder schirmtraubigen Blütenständen zusammen. Die Tragblätter sind linealisch. In etwa der Mitte der Blütenstiele befinden sich ein Paar Deckblätter, die fadenförmig sind.
Die meist relativ großen, auffälligen, zwittrigen Blüten sind mehr oder weniger deutlich zygomorph und fünfzählig mit doppelter Blütenhülle. Der oft verlängerte Blütenbecher (Hypanthium) ist längsgefurcht und mindestens so lang, aber meist viel länger als die Kelchblätter. Die fünf Kelchblätter sind in den Blütenknospen geschlossen und spalten sich bei der Anthese in zwei bis fünf unregelmäßige Kelchlappen auf. Die fünf fast gleichen bis stark unterschiedlichen, freien Kronblätter sind kurz genagelt und auf der Außenseite behaart. Die Farbe der Kronblätter ist meist weiß, manchmal rosafarben oder gelblich-grün. Es sind drei fertile Staubblätter vorhanden. Ihre dünnen Staubfäden sind kahl. Es sind sieben kahle Staminodien vorhanden, von denen zwei einzeln zwischen fertilen Staubblättern inseriert sind und die anderen fünf sich auf einem fleischigen Diskus befinden. Dieser Diskus ist an seinem oberen Ende offen mit sterilen Antheridien, die schnell vergänglich sind. Das einzige Fruchtblatt ist kahl oder besitzt an seiner Basis einige Haare und enthält einige bis viele Samenanlagen. Der Griffel endet in einer kopfigen, schildförmigen Narbe.
Die Kombination der Eigenschaften der Pollenkörner von Cheniella-Arten sind besonders innerhalb der Familie Fabaceae. Die Pollenkörner sind isopolar, tricolporat mit meist syncolporaten Aperturen. Die Form der Pollenkörner ist abgeflacht sphäroidal bis abgeplattet. Die Skulptur der Pollenoberfläche hat Besonderheiten.
Die abgeflachten, schmal bis breit länglichen Hülsenfrüchte enthalten selten 10 bis, meist 15 bis 36 Samen und besitzen nicht holzige, dünne Fruchtklappen, die bei Reife geschlossen bleiben oder sich erst spät öffnen. Die Samen sind im unteren Bereich von einem kranzförmigen Funiculus umgeben (dies ist von fünf Arten bekannt) und die darin enthaltenen zwei Keimblätter (Kotyledonen) sind flach.

## Systematik
Molekulargenetische, morphologische sowie palynologische Untersuchungen ergaben, dass die Arten der bisherigen Untersektion Phanera subsect. Corymbosae aus der Gattung Phanera auszugliedern sind. Für diese Arten wurde 2017 die Gattung Cheniella durch Ruth P. Clark und Barbara A. Mackinder in Ruth P. Clark, Barbara A. Mackinder, Hannah Banks: Cheniella gen. nov. (Leguminosae: Cercidoideae) from southern China, Indochina and Malesia. In: European Journal of Taxonomy, Volume 360, S. 1–37 aufgestellt. Typusart ist Bauhinia corymbosa Roxb.. Der Gattungsname Cheniella ehrt die chinesische Botanikerin Dezhao Chen (Chen Te-chao, Chen Dezhao, 陈德昭), die drei der damals fünf zur Sektion Cheniella gehörenden Arten erstbeschrieben hat. Synonyme für Cheniella R.Clark & Mackinder sind: Bauhinia sect. Phanera ser. Corymbosae (de Wit) Wunderlin, K.Larsen & S.S.Larsen, Bauhinia ser. Corymbosae Zhang & T.C.Chen, Phanera subg. Phanera subsect. Corymbosae de Wit Diese Arten waren früher auch in die Gattung Bauhinia eingeordnet.

Verbreitungsgebiet der Gattung Cheniella

Die Gattung Cheniella gehört seit 2017 zur Tribus Bauhinieae in der Unterfamilie Cercidoideae innerhalb der Familie der Fabaceae.
Die Cheniella-Arten sind vom südlichen China über Indochina bis Malesien verbreitet. Das Zentrum der Artenvielfalt liegt im südlichen China und nördlichen Indochina in einem Gebiet das nördlicher liegt und dessen Klima saisonaler ist, als das der verwandten Gattung Phanera, die hauptsächlich in einem tropischeren Klima mit weniger Trockenzeit vorkommt. Auch diese geobotanischen Beobachtungen bestätigen eine Abtrennung der Arten in eigene Gattungen.
Die Gattung Cheniella enthält etwa zehn Arten:
- Cheniella clemensiorum (Merr.) R.Clark & Mackinder (Syn.: Bauhinia clemensiorum Merr., Phanera clemensiorum (Merr.) Bandyop., Ghoshal & M.K.Pathak): Von dieser seltenen Art gibt es nur wenige Herbarbelege aus Vietnam.[1]
- Cheniella corymbosa (Roxb. ex DC.) R.Clark & Mackinder (Syn.: Bauhinia corymbosa Roxb., Bauhinia corymbosa var. longipes Hosok., Bauhinia parvifolia (Teijsm. & Binn.) Teijsm. & Binn., Bauhinia scandens Burm.f., Phanera corymbosa (Roxb. ex DC.) Benth., Phanera corymbosa var. longipes (Hosok.) X.Y.Zhu, Phanera parvifolia Teijsm. & Binn.): Sie kommt im vietnamesischen Tonkin in Hongkong und in den chinesischen Provinzen Guangdong sowie Hainan vor.[1]
- Cheniella damiaoshanensis (T.C.Chen) R.Clark & Mackinder (Syn.: Bauhinia damiaoshanensis T.Chen): Über diese Art ist nur bekannt, dass die wenigen Herbarbelege alle aus Guangxi stammen.[1]
- Cheniella didyma (H.Y.Chen) R.Clark & Mackinder (Syn.: Bauhinia didyma L.Chen): Sie kommt in den chinesischen Provinzen Guangdong, Guangxi sowie Hainan vor.[1]
- Cheniella glauca (Benth.) R.Clark & Mackinder (Syn.: Bauhinia glauca (Benth.) Wall. ex Benth., Bauhinia micrantha Ridl., Phanera glauca Benth., Phanera ochroleuca Miq.): Sie kommt in Thailand, Myanmar, auf der Malaiischen Halbinsel (in Pahang sowie Perak), auf Java sowie Sumatra vor.[1]
- Cheniella lakhonensis (Gagnep.) R.Clark & Mackinder (Syn.: Bauhinia lakhonensis Gagnep.): Sie kommt in Laos sowie Thailand vor und wurde im Februar 2017 auch in Lincang in der chinesischen Provinz Yunnan gefunden.[1]
- Cheniella ovatifolia (T.C.Chen) R.Clark & Mackinder (Syn.: Bauhinia ovatifolia T.Chen): Sie gedeiht im tropischen Karst in Vietnam und in den chinesischen Provinzen Guangxi sowie Yunnan.[1]
- Cheniella quinnanensis (T.C.Chen) R.Clark & Mackinder (Syn.: Bauhinia quinnanensis T.Chen): Es gibt drei Unterarten:[1]
  - Cheniella quinnanensis subsp. gandhiana (Gogoi & Bandyop.) R.Clark & Mackinder: Dieser Endemit gedeiht in einem immergrünen tropischen Wald nur in der indischen Provinz Arunachal Pradesh.[1]
  - Cheniella quinnanensis (T.C.Chen) R.Clark & Mackinder subsp. quinnanensis: Sie kommt in Myanmar, Assam und in den chinesischen Provinzen Guangxi, Yunnan sowie Guizhou vor.[1]
  - Cheniella quinnanensis subsp. villosa R.Clark & Mackinder: Sie wurde 2017 erstbeschrieben. Sie ist nur von der Typusaufsammlung im Jahr 2013 in der chinesischen Provinz Guangdong bekannt.[1]
- Cheniella tenuiflora (Watt ex C.B.Clarke) R.Clark & Mackinder (Syn.: Bauhinia caterviflora H.Y.Chen, Bauhinia glauca subsp. caterviflora (H.Y.Chen) T.C.Chen, Bauhinia glauca var. caterviflora (H.Y.Chen) K.Larsen & S.S.Larsen ex D.X.Zhang, Bauhinia glauca subsp. hupehana (Craib) T.C.Chen, Bauhinia glauca var. hupehana (Craib) K.Larsen & S.S.Larsen ex D.X.Zhang, Bauhinia glauca subsp. pernervosa (H.Y.Chen) T.C.Chen, Bauhinia glauca var. pernervosa (H.Y.Chen) K.Larsen & S.S.Larsen ex D.X.Zhang, Bauhinia glauca subsp. tenuiflora (Watt ex C.B.Clarke) K.Larsen & S.S.Larsen, Bauhinia hupehana Craib, Bauhinia pernervosa H.Y.Chen, Bauhinia polysperma Pierre ex Gagnep., Bauhinia tenuiflora Watt ex C.B.Clarke, Phanera glauca subsp. tenuiflora (Watt ex C.B.Clarke) A.Schmitz, Phanera tenuiflora (Watt ex C.B.Clarke) de Wit): Sie ist die am weitesten verbreitete Art dieser Gattung und kommt vom indischen Assam sowie Manipur über Myanmar, Thailand, Laos, Vietnam, Kambodscha bis Nantou, Hongkong und bis zu den chinesischen Provinzen Guangxi, Guizhou, Guangdong, Hainan, Hunan, Hubei, Shaanxi, Sichuan sowie Yunnan vor.[1]
- Cheniella touranensis (Gagnep.) R.Clark & Mackinder (Syn.: Bauhinia touranensis Gagnep.): Sie kommt in Myanmar, Laos, Vietnam und in den chinesischen Provinzen Guangxi, Yunnan sowie Guizhou vor.[1]